# Бангладесько-м'янманські відносини
Бангладесько-мьянманські відносини — двосторонні відносини між Бангладеш і М'янмою. Дипломатичні відносини між країнами встановлено 1971 року. Протяжність державного кордону між ними становить 271 км. У М'янми є посольство в Дацці, тоді як Бангладеш має посольство в Янгоні й консульську установу в Сітуе. Бангладеш також був однією з перших країн, які почали будівництво дипломатичної місії в Найп'їдо. Бенгальці в М'янмі проживають в Янгоні та Ракхайні. У Бангладеш люди м'янманского походження проживають в Читтагонзі та південно-східних гірських районах, зокрема араканці, марми і м'янманські бенгальці.

## Історія
Ці дві країни мають давню історію спільних взаємин, а також поділяють спільну спадщину Британської колоніальної імперії. 1971 року, після закінчення Війни за незалежність Бангладеш, Бірма стала однією з перших держав, що визнали незалежність Бангладеш. Наявність 270000 м'янманських біженців-мусульман (араканців) у південному Бангладеш часто є подразником у двосторонніх відносинах, які, здебільшого є дружніми. Між двома країнами був 40-річний морський прикордонний спір про території Бенгальської затоки, який був вирішений у трибуналі ООН у березні 2012 року.
Бангладеш і М'янма планують побудувати високошвидкісне шосе, яке з'єднає ці країни з Китаєм, передбачуваний маршрут пройде через міста Читтагонг, Мандалай, Куньмін. Уряди обох країн також обговорюють можливість експорту м'янманського газу в Бангладеш, а також будівництво спільної ГЕС в штаті Ракхайн.
Політичний клас і громадянське суспільство Бангладеш часто висловлювались на підтримку демократичної боротьби народів проти військового режиму М'янми. 2006 року 500 бангладеських політиків та інтелектуалів, зокрема Хасіна Вазед і Камаль Хоссейн, підписали прохання, в якому висловили підтримку діям Аун Сан Су Чжі і закликали до звільнення всіх політичних в'язнів у М'янмі. Після перемоги на виборах у 2008 році, Хасіна Вазед знову стала на захист демократичної боротьби народів М'янми, закликаючи до припинення тюремного ув'язнення Су Чжі і м'янманських політичних в'язнів.